# Национальный исторический памятник США

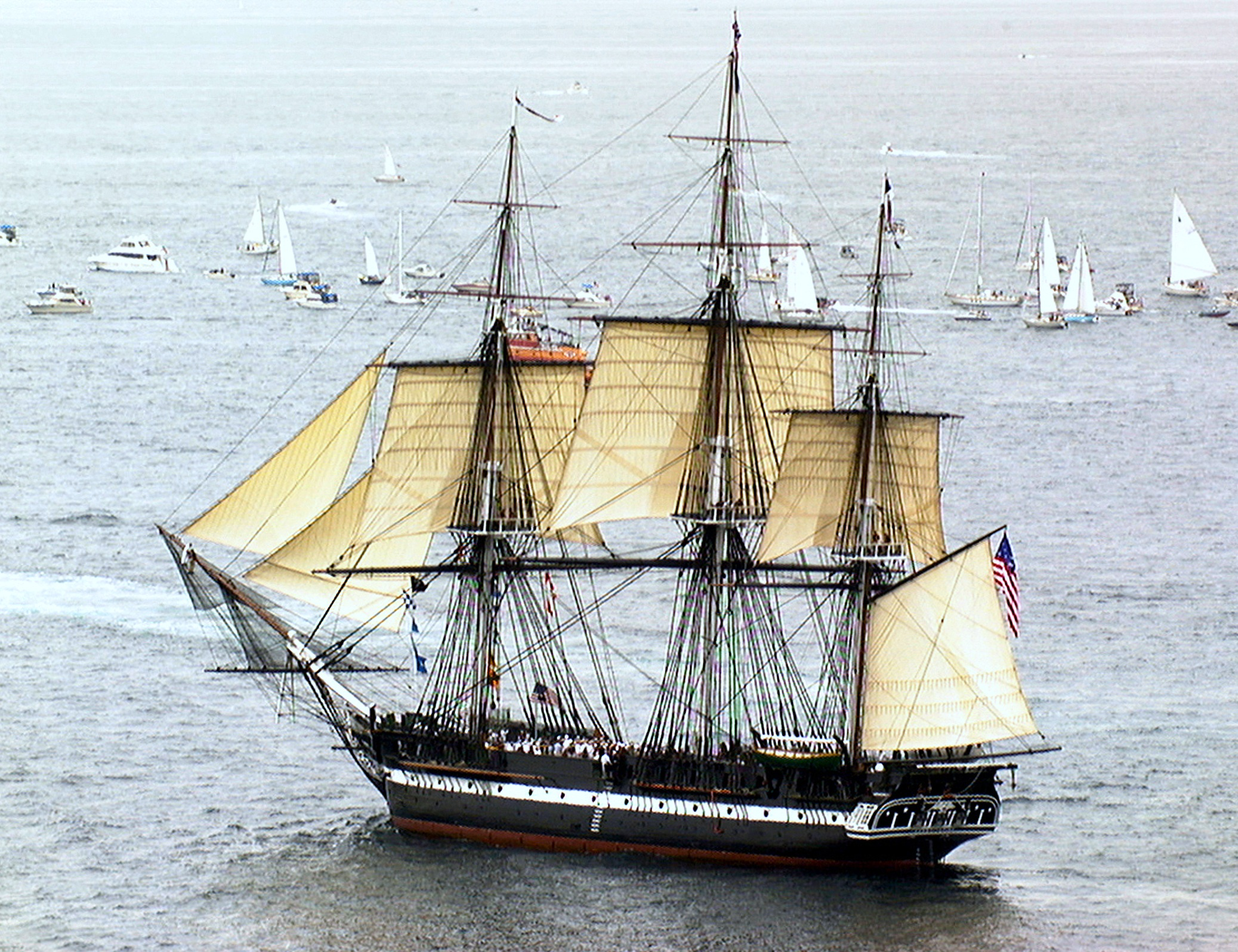
Парусный фрегат USS Constitution, спущенный на воду в 1797 году — один из Национальных исторических памятников

Национальный исторический памятник (англ. National Historic Landmark) — объект, историческая ценность которого признаётся Федеральным правительством США. Объектами, имеющими этот статус, являются исторические здания, комплексная историческая застройка, а также памятники техники (например, канатный трамвай Сан-Франциско).
Все Национальные исторические памятники автоматически включаются в Национальный реестр исторических мест США.
Статус Национального исторического памятника присваивается с 1960 года.

## Обзор
По состоянию на март 2013 года статус Национального исторического памятника присвоен 2497 объектам. Десять процентов всех памятников (260 объектов) расположены в штате Нью-Йорк. Объекты, имеющие статус Национального исторического памятника есть во всех штатах США, округе Колумбия, а также в Пуэрто-Рико (15 объектов), Федеративных Штатах Микронезии и в других зависимых от США территориях. Один объект расположен вне США и их зависимых территорий, а именно в Марокко (этим объектом является Американская дипломатическая миссия в Танжере).